# Тараща (Звенигородський район)
Тара́ща — село в Україні, у Селищенській сільській громаді Звенигородського району Черкаської області.

## Походження назви
Назва Тараща є, очевидно, слов’янізованою тюркською назвою від слова тарак «оборона, захист». Село Тараща розміщене на річці Бакунька (права притока Росі). Ця назва також має тюркське походження, а саме від слова бакун «сторожа». Очевидно, в цих місцях знаходилися сторожові пости в той період, коли річка Рось відділяла українські поселення від тюркських кочовищ.

## Чисельність населення
| 1795 | 1857 | 1867 | 1877 | 1893 | 1894 | 1897 | 1899 | 1915 | 1916 | 2001 | 2020     |
| ---- | ---- | ---- | ---- | ---- | ---- | ---- | ---- | ---- | ---- | ---- | -------- |
| 444  | 617  | 838  | 1030 | 1394 | 1421 | 1415 | 1467 | 1681 | 1707 | 351  | невідомо |

Згідно з першим і єдиним всезагальним переписом населення Російської імперії (1897 р.) в селі Тараща проживало 1415 осіб (707 чоловіків та 708 жінок).
За переписом населення 2001 року в селі мешкало 351 людей.

## Історія села
Перша згадка про село відноситься до 1659 р. В Метриці коронній, зазначалося, що воно входило до Корсунського староства.

### Річ Посполита
Згадка про Таращу є і в Універсалі гетьмана Івана Мазепи про надання Свято-Михайлівському Видубицькому монастиреві села Таращі та хутора Прутильці з прилеглими до них угіддями від 10(21) вересня 1707 року.
У 1743 році в селі Тараща збудували дерев'яну церкву Покрови Пресвятої Богородиці, що проіснувала до 1861 р.

### Таращанська волость
Станом на 1878 рік Таращанська волость Канівського повіту Київської губернії з центром у селі Тараща складалася з 18 поселень, 9 сільських громад. Населення — 10558 осіб (5351 чоловічої статі та 5207 — жіночої), 1862 дворових господарств.
Тараща, як колишнє власницьке село, розташоване при урочищі Червоний Горб. На той час нараховувалось 182 двори, де проживало 1015 осіб. У селі також була православна церква, школа, постоялий будинок та водяний млин.

### Голодомор в Україні (1932-1933)
За даними різних джерел в селі в 1932-1933 роках загинуло близько 244 осіб. На сьогодні встановлено імена 13 таращан.

### Друга світова війна
Село звільнене від нацистських військ 16 лютого 1944 року.

### Новітня історія
Від січня 2003 року у селі діє фельдшерсько-акушерський пункт.
2007 року село Тараща було газифіковано.
У квітні 2017 року шляхом об'єднання Селищенської та Сухинівської сільських рад була утворена Селищенська територіальна громада. До новоутвореної громади входить Селище, як адміністративний центр, а також Тараща, Гута-Селицька та Сухини.
У червні 2020 році, в результаті прийняття Кабінетом Міністрів України розпорядження щодо визначення адміністративних центрів та затвердження територій громад областей, Селищенська ОТГ об'єдналась з Карашинською громадою. У складі громади 12 сіл, в тому числі й село Тараща.

## Освіта
На території Таращі не функціонує жодного дошкільного навчального закладу та закладу загальної середньої освіти.

## Пам'ятки архітектури
- Покровська церква — пам'ятка архітектури XIX століття. В клірових відомостях записано, що існуючу церкву почали будувати в 1861 році замість старої, яка також була дерев'яною, збудованою в 1743 році[4] "тщанием прихожан", але стала "ветхою" і маленькою. Тоді було вирішено будувати нову більшу, для якої в 1861 році вже заклали цегляний фундамент. У 1862 році будівництво було закінчено. Для її спорудження використали матеріал старої церкви. У 1872 році при ній збудували дзвіницю.